# 酒井重盈
酒井 重盈（さかい しげみつ、慶安4年（1651年） - 宝永3年6月20日（1706年7月29日））は、江戸時代の出羽庄内藩の家老、番頭、組頭。酒井家次の曾孫。幼名は松千代。通称は吉之丞。

## 略歴
- 1651年、酒井了次の嫡男、酒井忠崇の子として江戸に生れる。
- 1653年、江戸から庄内へ移住する。
- 1670年、庄内藩の番頭となり家禄は500石となる。
- 1684年、庄内藩の組頭となる。
- 1685年、庄内藩の家老となり最終的に家禄は1300石となった。
- 1706年、死去する。享年56。墓所は山形県鶴岡市。